# Amina Lawal
Amina Lawal Kurami (Katsina, 4 gennaio 1973) è una donna nigeriana che fu condannata nel febbraio 2002 alla lapidazione, colpevole di adulterio.
A seguito di una imponente mobilitazione dei mass media di tutto il mondo, il caso fu riportato su tutti i principali telegiornali, quotidiani e siti web.
Nel giudizio di appello furono rilevati dei vizi procedurali e fu quindi emessa una pronuncia di assoluzione della donna il 25 settembre 2003.